# Kościół Matki Bożej Fatimskiej w Dębnie
Kościół pw. Matki Bożej Fatimskiej w Dębnie – kościół parafialny parafii Matki Bożej Fatimskiej w Dębnie.

## Historia
W 1980 bp. Kazimierza Majdańskiego wyraził zgodę na budowę nowego kościoła, popartą decyzją władz państwowych 11 marca 1981. W maju 1983 rozpoczęto prace przy budowie nowego kościoła. Pierwotnie planowano zbudować świątynię obok kościoła św. Antoniego. Z różnych względów nie było to możliwe, dlatego szukano innego miejsca. Swój dawny teren uprawno-ogrodniczy przy ul. Harcerskiej udostępnili państwo Kielakowie. Prace przy budowie kościoła zmobilizowały całą społeczność parafialną. 10 maja 1989 przekazano do Dębna kopię figurki Matki Boskiej Fatimskiej ukoronowanej przez Jana Pawła II na Jasnych Błoniach, na prośbę proboszcza złożoną do kustosza Sanktuarium na os. Słonecznym w Szczecinie, ks. Jana Cichego. Kluczowym momentem trwania budowy było poświęcenie 07.10.1984 przez bp. K. Majdańskiego kamienia węgielnego, pochodzącego z Groty Zwiastowania w Nazarecie (przywieziony przez ks. Alojzego Słomińskiego w lipcu 1979 z pielgrzymki do Ziemi Świętej). Jak wynika z pamiątkowego aktu, pierwotna nazwa (wezwanie kościoła) brzmiało Matki Bożej Różańcowej, w późniejszym czasie zmieniono je na Matki Bożej Fatimskiej. 04.03.1990 ks. biskup Marian Błażej Kruszyłowicz poświęcił pierwszy dzwon "Pani Fatimskiej", kolejne dwa przywieziono w marcu 1991 z Przemyśla z pracowni Jana Felczyńskiego (dzwon "Misjonarze Europy i Krajów Słowiańskich" ufundował Lech Łukasiuk z rodziną, zaś o nazwie "Jan Paweł II" firma rzemieślnicza Uniwersal).
Konsekracji świątyni 11 czerwca 1994 dokonali abp M. Przykucki i bp. J. Gałecki. Podczas tej uroczystości ogłoszono dekret powołujący do życia nową parafię pw. Matki Bożej Fatimskiej – jako kontynuatorkę poprzedniej, ponad 60-letniej parafii św. Antoniego. W 2000 ks. biskup Marian Błażej Kruszyłowicz poświęcił nową Kaplicę Miłosierdzia Bożego.